# Igor Chalimov
Igor Mikhaïlovitch Chalimov (en russe : Игорь Михайлович Шалимов), né le 2 février 1969 à Moscou, est un footballeur soviétique puis russe. Il jouait au poste de milieu de terrain.
Par la suite reconverti comme entraîneur, il dirige notamment le FK Krasnodar entre 2016 et 2018.

## Biographie

### Carrière de joueur
Formé au Spartak Moscou, Igor Chalimov débute en équipe première lors de la saison 1986. Encore très jeune ce n'est qu'à partir de la saison 1988 qu'il s'impose comme un joueur important de l'effectif. Il participe ainsi activement à la conquête du titre de champion en 1989. Au printemps 1991 son club atteint la demi-finale de la ligue des champions où il s'incline face à l'Olympique de Marseille. Peu de temps après il quitte son pays pour l'Italie.
C'est à l'US Foggia qu'il arrive lors de l'été 1991. Le club est promu en Serie A mais compte dans son effectif des joueurs de la trempe de Francesco Baiano, Giuseppe Signori et Roberto Rambaudi. Le recrutement est également intelligent puisque outre Chalimov, Dan Petrescu et Igor Kolyvanov signent à Foggia. Sous les ordres du technicien tchèque Zdeněk Zeman tout ce petit monde surprend la péninsule en finissant à la neuvième place du championnat, tout près d'une place qualificative pour la coupe de l'UEFA. Organisé en 4-3-3 Foggia finit même avec la deuxième meilleure attaque du championnat. Avec 9 buts en 33 matchs Chalimov y a largement contribué.
Il attire du coup le regard des grosses cylindrées de la Serie A et c'est l'Inter qui l'engage finalement en 1992. En Lombardie il a la lourde tâche de remplacer au poste de meneur de jeu le ballon d'or allemand Lothar Matthäus, retourné au Bayern. La première saison se passe assez bien. Igor Chalimov joue 33 matchs et l'Inter finit à la deuxième place du championnat. La seconde est en revanche beaucoup plus difficile puisque ce sont le plus souvent Wim Jonk, Dennis Bergkamp et Rubén Sosa qui occupent les trois places de joueur étranger. Il quitte donc l'Inter à la fin de la saison 1993-1994 que l'Inter finit à la treizième place, à un point de la zone de relégation. Heureusement l'équipe s'est mieux comportée en coupe de l'UEFA en s'imposant en finale face à Salzbourg.
Par la suite Igor Chalimov évolue en Allemagne au MSV Duisbourg et en Suisse à l'AC Lugano. Il évolue également à nouveau en Italie à l'Udinese, à Bologne où le club reconstitue le duo Kolyvanov-Chalimov et enfin au SSC Naples en Serie B.

## Statistiques

### Statistiques de joueur
| Saison                | Club                  | Championnat           | Championnat | Championnat | Coupe(s) nationale(s) | Coupe(s) nationale(s) | Compétition(s) continentale(s) | Compétition(s) continentale(s) | Compétition(s) continentale(s) | Total | Total |
| Saison                | Club                  | Division              | M.          | B.          | M.                    | B.                    | Comp.                          | M.                             | B.                             | M.    | B.    |
| 1986                  | Spartak Moscou        | D1                    | 5           | 1           | 2                     | 0                     | -                              | -                              | -                              | 7     | 1     |
| 1987                  | Spartak Moscou        | D1                    | -           | -           | 2                     | 0                     | -                              | -                              | -                              | 2     | 0     |
| 1988                  | Spartak Moscou        | D1                    | 25          | 8           | 8                     | 3                     | C1                             | 4                              | 1                              | 37    | 12    |
| 1989                  | Spartak Moscou        | D1                    | 20          | 1           | 6                     | 0                     | C3                             | 4                              | 0                              | 30    | 1     |
| 1990                  | Spartak Moscou        | D1                    | 23          | 5           | 2                     | 1                     | C1                             | 4                              | 1                              | 29    | 7     |
| 1991                  | Spartak Moscou        | D1                    | 22          | 5           | 1                     | 0                     | C1                             | 4                              | 1                              | 27    | 6     |
| Sous-total            | Sous-total            | Sous-total            | 95          | 20          | 21                    | 4                     | -                              | 16                             | 3                              | 132   | 27    |
| 1991-1992             | Foggia Calcio         | D1                    | 33          | 9           | 1                     | 0                     | -                              | -                              | -                              | 34    | 9     |
| Sous-total            | Sous-total            | Sous-total            | 33          | 9           | 1                     | 0                     | -                              | -                              | -                              | 34    | 9     |
| 1992-1993             | Inter Milan           | D1                    | 32          | 9           | 5                     | 0                     | -                              | -                              | -                              | 37    | 9     |
| 1993-1994             | Inter Milan           | D1                    | 18          | 2           | 5                     | 1                     | C3                             | 6                              | 2                              | 29    | 5     |
| 1994-1995             | Inter Milan           | D1                    | -           | -           | 1                     | 0                     | -                              | -                              | -                              | 1     | 0     |
| Sous-total            | Sous-total            | Sous-total            | 50          | 11          | 11                    | 1                     | -                              | 6                              | 2                              | 67    | 14    |
| 1994-1995             | MSV Duisbourg         | D1                    | 21          | 0           | 1                     | 0                     | -                              | -                              | -                              | 22    | 0     |
| 1995-1996             | AC Lugano             | D1                    | 15          | 3           | -                     | -                     | C3                             | 6                              | 1                              | 21    | 4     |
| 1995-1996             | Udinese Calcio        | D1                    | 20          | 0           | -                     | -                     | -                              | -                              | -                              | 20    | 0     |
| 1996-1997             | Bologne FC            | D1                    | 18          | 4           | 3                     | 0                     | -                              | -                              | -                              | 21    | 4     |
| 1997-1998             | Bologne FC            | D1                    | 15          | 1           | 2                     | 0                     | -                              | -                              | -                              | 17    | 1     |
| 1998-1999             | SSC Naples            | D2                    | 19          | 2           | 1                     | 0                     | -                              | -                              | -                              | 20    | 2     |
| Sous-total            | Sous-total            | Sous-total            | 141         | 19          | 7                     | 0                     | -                              | 6                              | 1                              | 154   | 20    |
| Total sur la carrière | Total sur la carrière | Total sur la carrière | 286         | 50          | 40                    | 5                     | -                              | 28                             | 6                              | 354   | 61    |

### Statistiques d'entraîneur
| FK Krasnoznamensk    | 1er novembre 2001 | 17 novembre 2002 | 42  | 20 | 6  | 16 | 47,6 |
| Ouralan Elista       | 9 décembre 2002   | 8 novembre 2003  | 34  | 7  | 11 | 16 | 20,6 |
| FK Krasnodar-2       | 27 juillet 2015   | 30 mars 2016     | 16  | 10 | 2  | 4  | 62,5 |
| FK Krasnodar         | 13 septembre 2016 | 2 avril 2018     | 66  | 30 | 18 | 18 | 45,5 |
| FK Khimki            | 5 juin 2018       | 9 avril 2019     | 32  | 10 | 9  | 13 | 31,3 |
| Akhmat Grozny        | 1er octobre 2019  | 26 juillet 2020  | 21  | 6  | 7  | 8  | 28,6 |
| Oural Iekaterinbourg | 10 août 2021      | 19 août 2022     | 33  | 9  | 8  | 16 | 27,3 |
| Total                | Total             | Total            | 244 | 92 | 61 | 91 | 37,7 |

## Palmarès
- Union soviétique espoirs
  - Champion d'Europe espoirs en 1990.

- Spartak Moscou
  - Champion d'Union soviétique en 1989.

- Inter Milan
  - Vainqueur de la coupe de l'UEFA en 1994.